# Hearts2Hearts
Hearts2Hearts (hangul: 하츠투하츠 (romanización revisada, HacheutuHacheu)) es un grupo femenino surcoreano formado por SM Entertainment. El grupo está formado por ocho miembros: Carmen, Jiwoo, Yuha, Stella, Juun, A-na, Ian y Ye-on. Debutaron el 24 de febrero de 2025 con el álbum sencillo The Chase, y su sencillo principal del mismo nombre.

## Nombre
Según SM Entertainment, el nombre del grupo, Hearts2Hearts, significa "conectarse con fans globales a través de un mundo musical misterioso lleno de diversas emociones y mensajes sinceros, y avanzar juntos".

## Historia

### 2023-2025: Formación
La primera noticia de un nuevo grupo femenino de SM Entertainment llegó en febrero de 2023, cuando la compañía anunció su nueva estrategia corporativa SM 3.0. En el video del anuncio, el CEO Chris Sung-soo Lee y el director de operaciones Tak Young-jun anunciaron que SM debutaría con cuatro nuevos actos en 2023: una nueva subunidad de NCT con sede en Tokio (NCT Wish), un nuevo grupo masculino (Riize) y una artista solista virtual (Naevis), así como un nuevo grupo femenino. Estos planes se reiteraron en mayo, cuando la compañía realizó un video en YouTube con el CEO Jang Cheol-hyuk anunciando sus planes para 2023, confirmando los planes de la compañía de lanzar un nuevo grupo femenino en el cuarto trimestre del año.
El debut del grupo se retrasó varias veces. El primer retraso se produjo en agosto de 2023, cuando SM afirmó que el grupo se lanzaría en la primera mitad de 2024. El debut del grupo se retrasó nuevamente en mayo de 2024, siendo trasladando al cuarto trimestre del año. En noviembre de 2024, SM actualizó su calendario por última vez, retrasando el debut del grupo hasta el primer trimestre de 2025.
Al final de la celebración del 30° aniversario de SM, en el concierto SM Town Live 2025 en el Gocheok Sky Dome el 12 de enero, se mostró un tráiler que reveló el nombre del grupo y sus ocho miembros, aunque sus nombres no fueron revelados aún. El tráiler también indicó que el grupo debutaría en febrero de 2025. Al día siguiente, los medios de comunicación de Corea del Sur, incluidos Maeil Business Newspaper y The Korea Economic Daily, informaron que Hearts2Hearts debutaría el 24 de febrero y que las promociones comenzarían a finales de enero.
El anuncio del grupo tuvo un efecto positivo para SM en la Bolsa de Corea. Al día siguiente de la revelación de Hearts2Hearts, las acciones de SM cerraron con una ganancia del 4,5% respecto del día de negociación anterior. El crecimiento continuó al día siguiente, ganando otro 6,94%.
Hearts2Hearts es el primer grupo femenino nuevo de SM desde que Aespa debutó en 2020, y el primero desde la partida del fundador y productor ejecutivo de SM Lee Soo-man en 2023. Con 8 miembros, también es el grupo femenino más grande de SM desde el debut de Girls' Generation en 2007 con 9 miembros.

### 2025-presente: Introducción y debut
El 31 de enero de 2025, la cuenta de Instagram de Hearts2Hearts se abrió al público, en la que se revelaron una serie de imágenes, dando un adelanto de los miembros. Todos los miembros fueron revelados el 3 de febrero, cuando se lanzó un tráiler del grupo, titulado "Chase Your Choice", en el canal oficial de YouTube de SM. Las miembros del grupo también abrieron sus cuentas en redes sociales. El lanzamiento debut del grupo, un álbum sencillo titulado The Chase, se reveló ese mismo día, y fue lanzado finalmente el 24 de febrero. The Chase cuenta con dos sencillos: el sencillo principal del mismo nombre y un lado B titulado "Butterflies". El 18 de mayo, lanzaron el sencillo digital "Style".

## Miembros
- Carmen (카르멘 ())[14]
- Jiwoo (지우 ())[14] – líder
- Yuha (유하 ())[14]
- Stella (스텔라 ())[14]
- Juun (주은 ())[14]
- A-na (에이나 ())[14]
- Ian (이안 ())[14]
- Ye-on (예온 ())[14]

## Respaldos
Hearts2Hearts hará una colaboración con Catch! Teenieping para obtener contenido especial, productos y más.
El 24 de febrero de 2025, Hearts2Hearts fue parte de la campaña del proyecto 'SMGC', una colaboración entre SM y Mega MGC Coffee. En ese mismo día, las miembros de Hearts2Hearts fueron seleccionadas como modelos de campaña para la exhibición especial de primavera femenina en Musinsa, la plataforma de moda más grande de Corea del Sur.

## Discografía

### Álbumes sencillo
| Título    | Detalles | Mejor posición | Ventas         |
| Título    | Detalles | COR            | Ventas         |
| --------- | --- | -------------- | -------------- |
| The Chase | - Lanzamiento: 24 de febrero de 2025 - Discográfica: SM Entertainment - Formatos: CD, descarga digital, streaming | 3              | - COR: 412 189 |

### Sencillos
| Título                                                                                      | Año  | Mejores posiciones | Mejores posiciones | Mejores posiciones | Álbum     |
| Título                                                                                      | Año  | COR                | EUA World          | JPN Hot            | Álbum     |
| ------------------------------------------------------------------------------------------- | ---- | ------------------ | ------------------ | ------------------ | --------- |
| «The Chase»                                                                                 | 2025 | 21                 | 9                  | —                  | The Chase |
| «Style»                                                                                     | 2025 | 60                 | —                  | 79                 | Sin álbum |
| «—» indica que la canción no se posicionó en la lista o no fue publicada en ese territorio. |      |                    |                    |                    |           |

### Otras canciones en listas
| Título        | Año  | Mejor posición | Álbum     |
| Título        | Año  | KOR Down.      | Álbum     |
| ------------- | ---- | -------------- | --------- |
| «Butterflies» | 2025 | 39             | The Chase |

### Videos musicales
| Título      | Año  | Director(es)            | Ref.   |
| ----------- | ---- | ----------------------- | ------ |
| «The Chase» | 2025 | Rima Yoon (Rigend Film) | [ 23 ] |